# Morgan Finlay

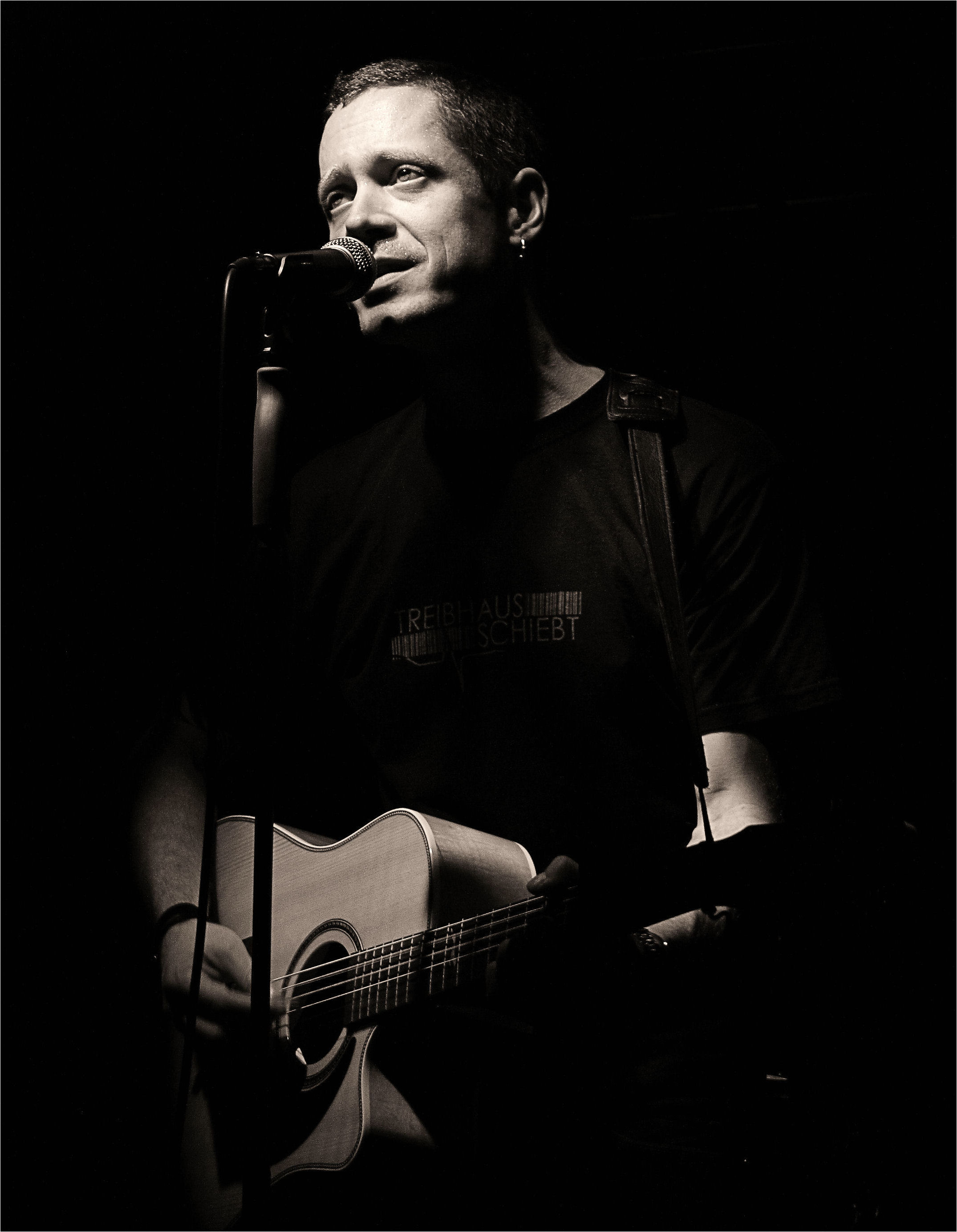
Morgan Finlay

Morgan Finlay (* 1974 in North Vancouver, British Columbia) ist ein kanadischer Singer-Songwriter aus North Vancouver. Er hat in Europa und Kanada bisher neun Platten veröffentlicht, darunter die EPs Uppercut (2002) und Splice (2005) und die Alben Everything Will Work Out Right (2005), Shifting Through The Breakers (2007), Latitude (2012) und Little Calm (2018). Sein neustes Album Shots of Light wurde im Juli 2021 veröffentlicht.

## Biografie
Morgan Finlay stammt aus North Vancouver, British Columbia und tritt nach eigenen Angaben schon seit seinem fünften Lebensjahr auf. Von 1984 bis 1987 nahm er am Kiwanis Music Festival in Vancouver teil. Im Jahr 1986 sang er in der Zauberflöte, aufgeführt von der Vancouver Opera, und in der kanadischen Erstaufführung von Requiem von Andrew Lloyd Webber. Im folgenden Jahr sang er erneut für die Vancouver Opera, dieses Mal im Stück Das Schlaue Füchslein. 1992 gewann seine A-cappella-Gruppe The End den Canadian Youth Talend Search, und repräsentierte Canada im internationalen Finale in Memphis, Tennessee, wo sie den siebten Platz erreichten. Mit ihm in der Band The End sang auch Trevor Guthrie, das zukünftige Mitglied von soulDecision. Der Wettbewerb ist dafür bekannt, dass sie im folgenden Jahr Michael Bublé zum Gewinner ernannten.

## Musikalischer Stil
Der Großteil von Finlays Musik ist im Singer-Songwriter-Stil, mit vereinzelten Andeutungen von Indie, Alternative Rock, Grunge und Folk. Als musikalische Einflüsse nennt er Dave Grohl, Dave Matthews, Mark Knopfler von der Band Dire Straits, Faith No More, Pearl Jam, Soundgarden, Bruce Cockburn, Coldplay, Daniel Lanois, Dean Drouillard, Chris Cornell und Johnny Cash.

## Karriere

### Anfänge der Karriere
Zu Beginn seiner professionellen Musikkarriere zog Finlay von Vancouver nach Montreal, in der Hoffnung, als Solokünstler Karriere zu machen. Er erkannte schon bald, dass „Toronto der Ort ist, an dem alles beginnt,“ und zog etwa 2002 erneut um. Während er in Toronto war, traf er den kanadischen Produzenten Matt DeMatteo, der sich daraufhin dazu entschloss, an Finlays Debüt-EP mitzuarbeiten. DeMatteo, der vorher mit Edwin, Big Wreck und Ashley MacIsaac zusammengearbeitet hatte, stellte ihm Peter Murray vor, der später sein Bassist wurde.

### Uppercut(2002)
Finlay veröffentlichte seine erste Solo-EP Uppercut in 2002. Die EP mit sechs Stücken wurde auf seinem eigenen Plattenlabel, Brisco Bodai Productions, veröffentlicht und umfasste zahlreiche Musikstile, unter anderem Rock, Akustik und Funk. Die Single der EP zensong wurde zwischen 2003 und 2004 auf der Canadian Broadcasting Corporation und an zahlreichen Uni- und Internet-Radiostationen gespielt und erreichte 2004 die #2 der Australischen Independent Radio Charts.
„zensong“ erreichte zudem #22 der CFBX Kelowna Top 30.
Die EP stellte seinen Durchbruch in der lokalen Indieszene von Toronto dar, und im Januar 2003 begann er verstärkt im Unicampusbezirk in Ontario zu touren. Auf seinen ersten Touren spielte er an etwa zwanzig verschiedenen Campus in Toronto, Ottawa, London, Waterloo, Windsor und Montreal. Er spielte zudem vor Tom Cochrane und Sass Jordan am Windsor Freedom Festival am Canada Day am 1. Juli 2003.

### Splice(2004)
Finlays zweite EP, Splice hatte mehr akustischen Gitarrensound als seine erste EP und wurde 2004 veröffentlicht. Zu dem Zeitpunkt war Finlay in Toronto bereits in der Szene etabliert. Er wurde im April 2004 mit in die Daryl Hurs' Gen Sub Kompilation aufgenommen.

### Everything Will Work Out Right(2005)
In 2005, während er sowohl in Toronto als auch in Aschaffenburg lebte, veröffentlichte Finlay seine erste Platte in voller Länge Everything Will Work Out Right. Das Album wurde international sowohl auf dem Plattenlabel Brisco Bodai als auch auf Sound of Liberation veröffentlicht.
Die Tour zum Album führte ihn dann durch Deutschland, Österreich, Großbritannien, Slowenien, Kroatien und Schottland. Unter deutschem Management und mit der Hilfe von Promotern quer durch Europa gelangen ihm drei verschiedene Europatourneen. Während seiner zweiten Deutschlandtour spielte er im Dezember 2005 in Heilbronn im Vorprogramm von Roger Hodgson. Songs aus dem Album wurden außerdem in Kanada, Australien und Deutschland im Radio gespielt und landeten bei einigen kanadischen Uni-Radiostationen in den Charts.

### Shifting Through the Breakers(2007)
Sein zweites, 2007 veröffentlichtes Album, Shifting Through The Breakers brachte ihn dann vom akustischen Stil von Everything Will Work Out Right zurück zu einem zeitgenössischen Rock-Sound. Es wurde im SmartArts Studio in Moosburg von Christopher Czarnetzki, Thomas Scharl, und Roman Liebl aufgenommen; Peter Murray produzierte das Album, und nahm erneut die Rolle des Bassisten ein. Es beinhaltete die Fan-Lieblinge „(in)Security“ und „Blessing and Burning,“, sowie seine ersten fremdsprachigen Singles „Bei Dir Sein“ und „Mourir d'envie'.“ Am Ende seiner fünften Europa-Tour, im Januar 2009, hatte Finlay fast 400 Auftritte in Deutschland, Österreich, England, der Schweiz, Slowenien, Kroatien und den Niederlanden absolviert. Für einige Zeit lebte und schrieb er auch in Berlin und Bern.

### Tourpause in Vancouver (2008)
Ende 2008 begannen die andauernden Tourneen, ihren Tribut einzufordern. Als die geschäftliche Beziehung mit Sound of Liberation nach der fünften Europatournee im Herbst 2008 praktisch pausiert war, entschied sich Finlay für eine Auszeit in Vancouver, um sich zu erholen und neu zu organisieren.
Während seiner Pause in Vancouver engagierte er sich in sozialen Einrichtungen und pflegte seine europäischen Tourbeziehungen, während er seine Homerecording-Fähigkeiten damit verbesserte, Demos zu schreiben und aufzunehmen. Hierbei begann er mit den ersten Arbeiten an seinem dritten Album Latitude.

### Latitudeund Entscheidung der Einbeziehung seiner Fans (2009–2012)
Ende 2010 hatte Finlay einige Demos geschrieben und aufgenommen. Im Dezember 2010 waren dann endlich die Kosten für die Produktion der Uppercut EP abbezahlt – acht Jahre nach Veröffentlichung. Einerseits gewillt, mit einem neuen Album wieder auf Tour zu gehen, jedoch andererseits dem Gedanken abgeneigt, erneut Schulden zu machen, befand er sich an einem Scheideweg.
Finlay hatte von einem Freund von „Kickstarter“ und der Möglichkeit des Crowdfunding erfahren, was dazu führte, dass sowohl die Veröffentlichung des Albums als auch die darauf folgende Europa-Tournee durch eine erfolgreiche Indiegogo-Kampagne finanziert wurde. Die Latitude-Kampagne war ein voller Erfolg – die Kosten wurden zu 113 % gedeckt.
Während der neunzig Tage dauernden Kampagne entschied sich Finlay dafür, seine Fans für ihre Lieblingsdemos voten zu lassen, welche schlussendlich die Trackliste des Albums werden sollten. Die Resonanz war enorm, und Finlays Hörer wählten zwölf aus siebzehn Demosongs, wobei Finlay selbst den dreizehnten Titel auswählte. Aus diesem Prozess entstand die endgültige Songreihenfolge.
Schlussendlich lud er Fans dazu ein, eigene Videos für beliebige Songs auf Latitude zu drehen, welche unter FinlayTV, seinem YouTube-Kanal, veröffentlicht werden sollten. Sechs Videos wurden gedreht, während Finlay selbst vier weitere veröffentlichte.
Latitude wurde am ersten Januar 2012 veröffentlicht. An dem Album wirkten Dean Drouillard und Jake Roeder an der Gitarre, Mike Olsen am cello, Brendan Hamley am Schlagzeug, Marlow Holder am Bass und Katheryn Petersen am Akkordeon mit. Mit Latitude vollzog Finlay eine Wendung von den gewohnt rockigen Klängen hin zu einem akustischeren, Folk-orientierten Sound.
Die Tour zum Album begann offiziell am neunzehnten März 2012 in Mainz (eine private Show fand für die Mitglieder des „Inner Circle“ am siebzehnten März in Wuppertal statt).

### Fault Lines(2013)
Nachdem er seine siebte Europa-Tour beendet hatte, entschloss er sich kurzerhand nach Irland zu ziehen, um dort an seinem nächsten Album zu arbeiten. Nach einer weiteren erfolgreichen Crowdfunding-Kampagne über IndieGoGo und der wiederholten Miteinbeziehung der Fans bei der Auswahl der Songs, wurde Fault Lines im Oktober 2013 veröffentlicht. Im Gegenzug zur Finanzierung bot Finlay unter anderem Merchandise, Gitarrenunterricht, Wohnzimmerkonzerte und Songs, welche exklusiv für die jeweiligen Fans geschrieben wurden. Es folgte erneut eine Tour, die Finlay quer durch Europa brachte. Der Stil vom Fault Lines kann am besten als eine Mischung zwischen seinem typischen akustischen Folk-Stil und ein wenig Country beschrieben werden.

### Foundations: MFCS(2015)
Nach einem Hauskonzert mit dem österreichischen Gitarristen Christoph Schellhorn Ende 2013 entschieden Finlay und Schellhorn, unter dem Namen MFCS ein Album aufzunehmen. Auch eine gemeinsame Tour wurde geplant. Inoffiziell wird das Album auch als eine Art „Best of“ von Morgan Finlay angesehen, da es ausschließlich Stücke enthält, die von Finlay selbst geschrieben wurden. Auch ein neuer Titel, „Let me down gently“ war vertreten und wurde schnell ein beliebter Song bei Liveauftritten. Das Album wurde zeitgleich mit Beginn der „MFCS Brave Souls“- Tour im April 2015 veröffentlicht.

### New Harbour(2015)
Im Juni 2015, als die „Brave Souls“- Tour ihr Ende in Wien fand, begann Finlay sein nächstes Crowdfunding-Projekt, um sein sechstes Album zu verwirklichen. Die Kampagne dauerte 45 Tage, wobei in unter 30 Tagen bereits das Ziel und am Ende 149 % des Zielkapitals erreicht wurden.
Finlay reiste Ende Juli 2015 nach Neufundland und schrieb seine ersten Demos in New Harbour. Fotos für das Booklet wurden in New Harbour, dem Gros Morne Provincial Park, Trout River, Flat Rock und St. John’s geschossen. Die endgültigen Aufnahmesessions fanden in Mount Pearl statt, wo Finlay mit den Musikern Aaron Collis, Darren Browne und Duane Andrews zusammenarbeitete.
New Harbour erschien am 1. Dezember 2015 zusammen mit vier Shows in Berlin. Das Album wurde wieder als Download angeboten, wobei Finlay eine angemessene Soundqualität anstrebte (die Dateien können als FLAC, WAV und allen anderen verlustfreien Audioformaten geladen werden) sowie sein Augenmerk auf eine Fülle an Bildern im Booklet legte. Die „New Harbours“ Tour bestand aus 38 Shows in Deutschland sowie 6 in der Schweiz.

### Little Calm(2018) und Umzug nach Hamburg
Im Dezember 2017 startete Finlay seine vierte Crowdfunding-Kampagne auf IndieGoGo, um ein neues Album und ein Video für die Single des Albums in Hamburg aufzunehmen.
Die Demos der Songs wurden erneut auf seiner Website veröffentlicht, und die Fans wurden eingeladen, zuzuhören und für ihre Favoriten zu stimmen. Das Album ist sein bislang größtes vollständig eigenfinanziertes Unterfangen. Im März 2018, mitten in der Entstehung des Albums, zog Finlay offiziell nach Hamburg.

## Persönliches
Finlay gilt als Weltenbummler. Seit dem Jahr 2000 hat er für jeweils längere Zeit in Vancouver, Montreal, Toronto, Berlin, Erlangen, Hamburg, Bern, County Kerry (Irland), und Sevilla gelebt. Er hat jahrelange Erfahrung als Arbeiter in sozialen Einrichtungen in Vancouver und Toronto gesammelt, speziell in Bereichen mit Menschen, die besondere Hilfe sowie geistige Unterstützung benötigen. Finlay ist leidenschaftlicher Fahrradfahrer und engagiert sich in zahlreichen sozialen sowie ökologischen Belangen.
Finlay ist ein Befürworter der David Suzuki Foundation und der Vancouver Area Cycling Coalition.

## Diskografie

### EPs
- 2002: Uppercut
- 2005: Splice

### Solo-Alben
- 2005: Everything Will Work Out Right
- 2007: Shifting Through the Breakers
- 2012: Latitude
- 2013: Fault Lines
- 2015: New Harbour
- 2018: Little Calm
- 2021: Shots of Light

### Kollaborationen
- 2015: Foundations: MFCS (Mit Christoph Schellhorn)